# Pallacanestro in carrozzina ai XV Giochi paralimpici estivi - Torneo maschile
Il torneo maschile di pallacanestro in carrozzina ai giochi paralimpici estivi del 2016 si è svolto a Rio de Janeiro, presso la HSBC Arena e la Arena Carioca 1.

## Risultati

### Fase a gruppi

#### Gruppo A
| Squadra     | Pt | G | V | P | PF  | PS  | DP   |
| ----------- | -- | - | - | - | --- | --- | ---- |
| Spagna      | 9  | 5 | 4 | 1 | 341 | 265 | +76  |
| Turchia     | 9  | 5 | 4 | 1 | 327 | 272 | +55  |
| Australia   | 9  | 5 | 4 | 1 | 342 | 293 | +49  |
| Paesi Bassi | 7  | 5 | 2 | 3 | 264 | 294 | -30  |
| Giappone    | 6  | 5 | 1 | 4 | 278 | 300 | -22  |
| Canada      | 5  | 5 | 0 | 5 | 222 | 359 | -128 |

| Rio de Janeiro 8 settembre 2016, ore 15:45 UTC-3 | Turchia | 65 – 49 referto | Giappone | Arena Carioca 1 (7 611 spett.) |

| Rio de Janeiro 8 settembre 2016, ore 17:30 UTC-3 | Paesi Bassi | 50 – 70 referto | Australia | HSBC Arena (8 048 spett.) |

| Rio de Janeiro 8 settembre 2016, ore 21:30 UTC-3 | Spagna | 80 – 46 referto | Canada | Arena Carioca 1 (5 415 spett.) |

| Rio de Janeiro 9 settembre 2016, ore 15:45 UTC-3 | Australia | 62 – 60 referto | Turchia | Arena Carioca 1 (6 691 spett.) |

| Rio de Janeiro 9 settembre 2016, ore 15:45 UTC-3 | Giappone | 39 – 55 referto | Spagna | Arena Carioca 1 (6 895 spett.) |

| Rio de Janeiro 9 settembre 2016, ore 18:00 UTC-3 | Canada | 32 – 49 referto | Paesi Bassi | Arena Carioca 1 (9 774 spett.) |

| Rio de Janeiro 10 settembre 2016, ore 10:00 UTC-3 | Spagna | 65 – 68 referto | Turchia | Arena Carioca 1 (9 688 spett.) |

| Rio de Janeiro 10 settembre 2016, ore 15:15 UTC-3 | Canada | 53 – 78 referto | Australia | HSBC Arena (7 992 spett.) |

| Rio de Janeiro 10 settembre 2016, ore 21:00 UTC-3 | Paesi Bassi | 67 – 59 referto | Giappone | HSBC Arena (8 272 spett.) |

| Rio de Janeiro 11 settembre 2016, ore 9:30 UTC-3 | Spagna | 75 – 64 referto | Australia | HSBC Arena (6 803 spett.) |

| Rio de Janeiro 11 settembre 2016, ore 11:45 UTC-3 | Turchia | 67 – 50 referto | Paesi Bassi | HSBC Arena (8 475 spett.) |

| Rio de Janeiro 11 settembre 2016, ore 21:00 UTC-3 | Giappone | 76 – 45 referto | Canada | HSBC Arena (7 899 spett.) |

| Rio de Janeiro 12 settembre 2016, ore 13:30 UTC-3 | Australia | 68 – 55 referto | Giappone | Arena Carioca 1 (4 406 spett.) |

| Rio de Janeiro 12 settembre 2016, ore 17:15 UTC-3 | Paesi Bassi     | 48 – 66 referto | Spagna | HSBC Arena (3 703 spett.)\| Arbitro: \| Carsten Rehling \| |
| Arbitro:                                          | Carsten Rehling |                 |        |                                                            |

| Rio de Janeiro 12 settembre 2016, ore 19:30 UTC-3 | Canada          | 46 – 67 referto | Turchia | HSBC Arena (6 537 spett.)\| Arbitro: \| Max Kindervater \| |
| Arbitro:                                          | Max Kindervater |                 |         |                                                            |

### Fase a gruppi

#### Gruppo B
| Squadra       | Pt | G | V | P | PF  | PS  | DP   |
| ------------- | -- | - | - | - | --- | --- | ---- |
| Stati Uniti   | 10 | 5 | 5 | 0 | 402 | 206 | +196 |
| Gran Bretagna | 9  | 5 | 4 | 1 | 364 | 263 | +101 |
| Brasile       | 7  | 5 | 2 | 3 | 309 | 314 | -5   |
| Germania      | 7  | 5 | 2 | 3 | 337 | 314 | +23  |
| Iran          | 7  | 5 | 2 | 3 | 295 | 361 | -66  |
| Algeria       | 5  | 5 | 0 | 5 | 187 | 436 | -249 |

| Rio de Janeiro 8 settembre 2016, ore 11:45 UTC-3 | Gran Bretagna | 93 – 31 referto | Algeria | HSBC Arena (4 958 spett.) |

| Rio de Janeiro 8 settembre 2016, ore 15:15 UTC-3 | Brasile | 38 – 75 referto | Stati Uniti | HSBC Arena (7 244 spett.) |

| Rio de Janeiro 8 settembre 2016, ore 18:00 UTC-3 | Germania | 63 – 69 referto | Iran | Arena Carioca 1 (7 850 spett.) |

| Rio de Janeiro 9 settembre 2016, ore 09:30 UTC-3 | Stati Uniti | 77 – 52 referto | Germania | HSBC Arena (2 315 spett.) |

| Rio de Janeiro 9 settembre 2016, ore 11:45 UTC-3 | Iran | 60 – 84 referto | Gran Bretagna | HSBC Arena (3 893 spett.) |

| Rio de Janeiro 9 settembre 2016, ore 21:00 UTC-3 | Algeria | 43 – 82 referto | Brasile | HSBC Arena (8 344 spett.) |

| Rio de Janeiro 10 settembre 2016, ore 15:45 UTC-3 | Stati Uniti | 93 – 44 referto | Iran | Arena Carioca 1 (10 514 spett.) |

| Rio de Janeiro 10 settembre 2016, ore 17:30 UTC-3 | Germania | 97 – 41 referto | Algeria | HSBC Arena (8 624 spett.) |

| Rio de Janeiro 10 settembre 2016, ore 21:30 UTC-3 | Gran Bretagna | 73 – 55 referto | Brasile | Arena Carioca 1 (11 387 spett.) |

| Rio de Janeiro 11 settembre 2016, ore 12:15 UTC-3 | Gran Bretagna | 66 – 52 referto | Germania | Arena Carioca 1 (10 789 spett.) |

| Rio de Janeiro 11 settembre 2016, ore 15:15 UTC-3 | Brasile | 73 – 50 referto | Iran | HSBC Arena (8 739 spett.) |

| Rio de Janeiro 11 settembre 2016, ore 18:00 UTC-3 | Algeria | 24 – 92 referto | Stati Uniti | Arena Carioca 1 (10 926 spett.) |

| Rio de Janeiro 12 settembre 2016, ore 14:00 UTC-3 | Iran | 72 – 48 referto | Algeria | HSBC Arena (2 044 spett.) |

| Rio de Janeiro 12 settembre 2016, ore 15:45 UTC-3 | Gran Bretagna      | 65 – 48 referto | Stati Uniti | Arena Carioca 1 (5 218 spett.)\| Arbitro: \| Sebastien Gauthier \| |
| Arbitro:                                          | Sebastien Gauthier |                 |             |                                                                    |

| Rio de Janeiro 12 settembre 2016, ore 21:45 UTC-3 | Brasile       | 61 – 73 referto | Germania | HSBC Arena (8 164 spett.)\| Arbitro: \| Philip Haines \| |
| Arbitro:                                          | Philip Haines |                 |          |                                                          |

### Fase a eliminazione diretta
|  | Quarti di finale  | Quarti di finale |         |         | Semifinali                | Semifinali                |  |  | Finale medaglia d'oro | Finale medaglia d'oro |
|  |                   |                  |         |         |                           |                           |  |  |                       |                       |
|  |                   |                  |         |         |                           |                           |  |  |                       |                       |
|  |                   |                  |         |         |                           |                           |  |  |                       |                       |
|  | 1A. Spagna        | 70               |         |         |                           |                           |  |  |                       |                       |
|  | 1A. Spagna        | 70               |         |         |                           |                           |  |  |                       |                       |
|  | 4B. Germania      | 66               |         |         |                           |                           |  |  |                       |                       |
|  | 4B. Germania      | 66               | Spagna  | 69      |                           |                           |  |  |                       |                       |
|  |                   |                  | Spagna  | 69      |                           |                           |  |  |                       |                       |
|  |                   | Gran Bretagna    | 63      |         |                           |                           |  |  |                       |                       |
|  | 3A. Gran Bretagna | Gran Bretagna    | 63      | 74      |                           |                           |  |  |                       |                       |
|  | 3A. Gran Bretagna |                  |         | 74      |                           |                           |  |  |                       |                       |
|  | 2B. Australia     | 51               |         |         |                           |                           |  |  |                       |                       |
|  | 2B. Australia     | 51               | Spagna  | 52      |                           |                           |  |  |                       |                       |
|  |                   |                  | Spagna  | 52      |                           |                           |  |  |                       |                       |
|  |                   | Stati Uniti      | 68      |         |                           |                           |  |  |                       |                       |
|  | 3B. Turchia       | Stati Uniti      | 68      | 65      |                           |                           |  |  |                       |                       |
|  | 3B. Turchia       |                  |         | 65      |                           |                           |  |  |                       |                       |
|  | 2A. Brasile       | 49               |         |         |                           |                           |  |  |                       |                       |
|  | 2A. Brasile       | 49               | Turchia | 54      | Finale medaglia di bronzo | Finale medaglia di bronzo |  |  |                       |                       |
|  |                   |                  | Turchia | 54      | Finale medaglia di bronzo | Finale medaglia di bronzo |  |  |                       |                       |
|  |                   | Stati Uniti      | 74      |         |                           |                           |  |  |                       |                       |
|  | 1B. Stati Uniti   | Stati Uniti      | 74      | 70      | Gran Bretagna             | 82                        |  |  |                       |                       |
|  | 1B. Stati Uniti   |                  |         | 70      | Gran Bretagna             | 82                        |  |  |                       |                       |
|  | 4A. Paesi Bassi   | 37               |         | Turchia | 76                        |                           |  |  |                       |                       |
|  | 4A. Paesi Bassi   | 37               |         |         | 76                        |                           |  |  |                       |                       |
|  |                   |                  |         |         |                           |                           |  |  |                       |                       |
|  |                   |                  |         |         |                           |                           |  |  |                       |                       |

#### Quarti di finale
| Arbitri: | Bill Kuerzi Krunoslav Peic Alexandre Lapointe |

|                     |          |             |
| Zarzuela, Garcia 22 | Punti    | 21 Halouski |
| Garcia 13           | Assist   | 8 Bienek    |
| Zarzuela 18         | Rimbalzi | 15 Halouski |

| Arbitri: | Juan Urunuela Adam Fronczak Matt Wells |

|          |          |               |
| Serio 18 | Punti    | 17 Korkmaz    |
| Serio 11 | Assist   | 3 Poggenwisch |
| Turek 9  | Rimbalzi | 9 Poggenwisch |

| Arbitri: | Cristian Roja Gustavo Mathias Jaime Oseguera |

|                 |          |                 |
| Sagar 26        | Punti    | 14 Norris       |
| Choudhry 10     | Assist   | 8 Norris        |
| Pratt, Sagar 10 | Rimbalzi | 7 Knowles, Ness |

| Arbitri: | Sebastien Gauthier Tomas Pajer Mati Quintana |

|             |          |                    |
| Gurbulak 17 | Punti    | 18 Candido Sanchez |
| Gurbulak 11 | Assist   | 4 Candido Sanchez  |
| Gumus 10    | Rimbalzi | 9 De Miranda       |

#### Semifinali
| Arbitri: | Max Kindervater Sebastien Gauthier Tomas Pajer |

|             |          |            |
| Zarzuela 19 | Punti    | 19 Sagar   |
| Garcia 13   | Assist   | 8 Pratt    |
| Garcia 13   | Rimbalzi | 8 Choudhry |

| Arbitri: | Linas Radykas Carsten Rehling Krunoslav Peic |

|             |          |          |
| Gurbulak 13 | Punti    | 17 Serio |
| Gurbulak 11 | Assist   | 9 Serio  |
| Gurbulak 10 | Rimbalzi | 7 Serio  |

#### Finale medaglia di bronzo
| Arbitri: | Krunoslav Peic Tomas Pajer Adam Fronczak |

|            |          |             |
| Bywater 25 | Punti    | 24 Gurbulak |
| Pratt 13   | Assist   | 19 Gurbulak |
| Sagar 11   | Rimbalzi | 10 Gurbulak |

#### Finale medaglia d'oro
| Arbitri: | Matt Wells Sebastien Gauthier Cristian Roja |

|             |          |             |
| Zarzuela 20 | Punti    | 20 Williams |
| Garcia 16   | Assist   | 10 Serio    |
| Garcia 10   | Rimbalzi | 8 Serio     |

### Incontri per i piazzamenti finali

#### 11º/12º posto
| Arbitri: | Philip Haines Linas Radykas Max Kindervater |

|           |          |            |
| Goncin 19 | Punti    | 22 Guedoun |
| Goncin 7  | Assist   | 8 Guedoun  |
| Miller 7  | Rimbalzi | 8 Guedoun  |

#### 9º/10º posto
| Arbitri: | Jaime Oseguera Saskia Warmerdam Juan Magallanes |

|             |          |               |
| Fujimoto 20 | Punti    | 17 Gholamazad |
| Kozai 14    | Assist   | 5 Gholamazad  |
| Chiwaki 8   | Rimbalzi | 10 Gholamazad |

#### 7º/8º posto
| Arbitri: | Gustavo Mathias Jaime Oseguera Juan Magallanes |

|             |          |                     |
| Bienek 17   | Punti    | 19 Bellers, Korkmaz |
| Bienek 7    | Assist   | 15 Poggenwisch      |
| Halouski 10 | Rimbalzi | 15 Groen            |

#### 5º/6º posto
| Arbitri: | Max Kindervater Saskia Warmerdam Alexandre Lapointe |

|            |          |                    |
| Knowles 15 | Punti    | 24 De Miranda      |
| Knowles 9  | Assist   | 16 Candido Sanchez |
| Norris 5   | Rimbalzi | 15 de Miranda      |

## Classifica
| Posizione | Squadra       |
| --------- | ------------- |
| 1         | Stati Uniti   |
| 2         | Spagna        |
| 3         | Gran Bretagna |
| 4         | Turchia       |
| 5         | Brasile       |
| 6         | Australia     |
| 7         | Paesi Bassi   |
| 8         | Germania      |
| 9         | Giappone      |
| 10        | Iran          |
| 11        | Canada        |
| 12        | Algeria       |